# Tjemes-ni-chentet
Tjemes-ni-chentet ist die Bezeichnung eines altägyptischen Dekans, der drei Dekan-Sterne umfasste und zum altägyptischen Sternbild Schiff gehörte, welches in vielen Särgen auf den Diagonalsternuhren sowie beispielsweise auch im Grab des Senenmut abgebildet ist und etwa auf gleicher Höhe des altägyptischen Sternbildes Schaf lag.
Die auffälligsten rötlichen Sterne sind hierbei Antares (Alpha Scorpii) und Wei (Epsilon Scorpii) im Sternbild Skorpion. Der Name Antares stammt aus dem Griechischen und bedeutet so viel wie „Ares entgegengesetzt“. Der Gott Ares wurde von den Römern Mars genannt, und Antares hat sowohl eine ähnliche Farbe als auch ähnliche Helligkeit wie Mars, weshalb beide leicht zu verwechseln sind, zumal sie sich stets in der Nähe der Ekliptik befinden. Der ägyptische Name „Der Rote des Schiffs“ bezieht sich auf die Gottheit Seth, der auch als „Herr dieses Dekans“ betitelt wurde. 
In den Dekanlisten der Sethos-Schrift repräsentierte Tjemes-ni-chentet am Leib der Nut den zwölften Dekan. Der heliakische Aufgang war für den 26. Schemu IV angesetzt und hatte als Datierungsgrundlage die verfügte Anordnung unter Sesostris III. (12. Dynastie) in dessen siebtem Regierungsjahr.